# Депо ін'єкції

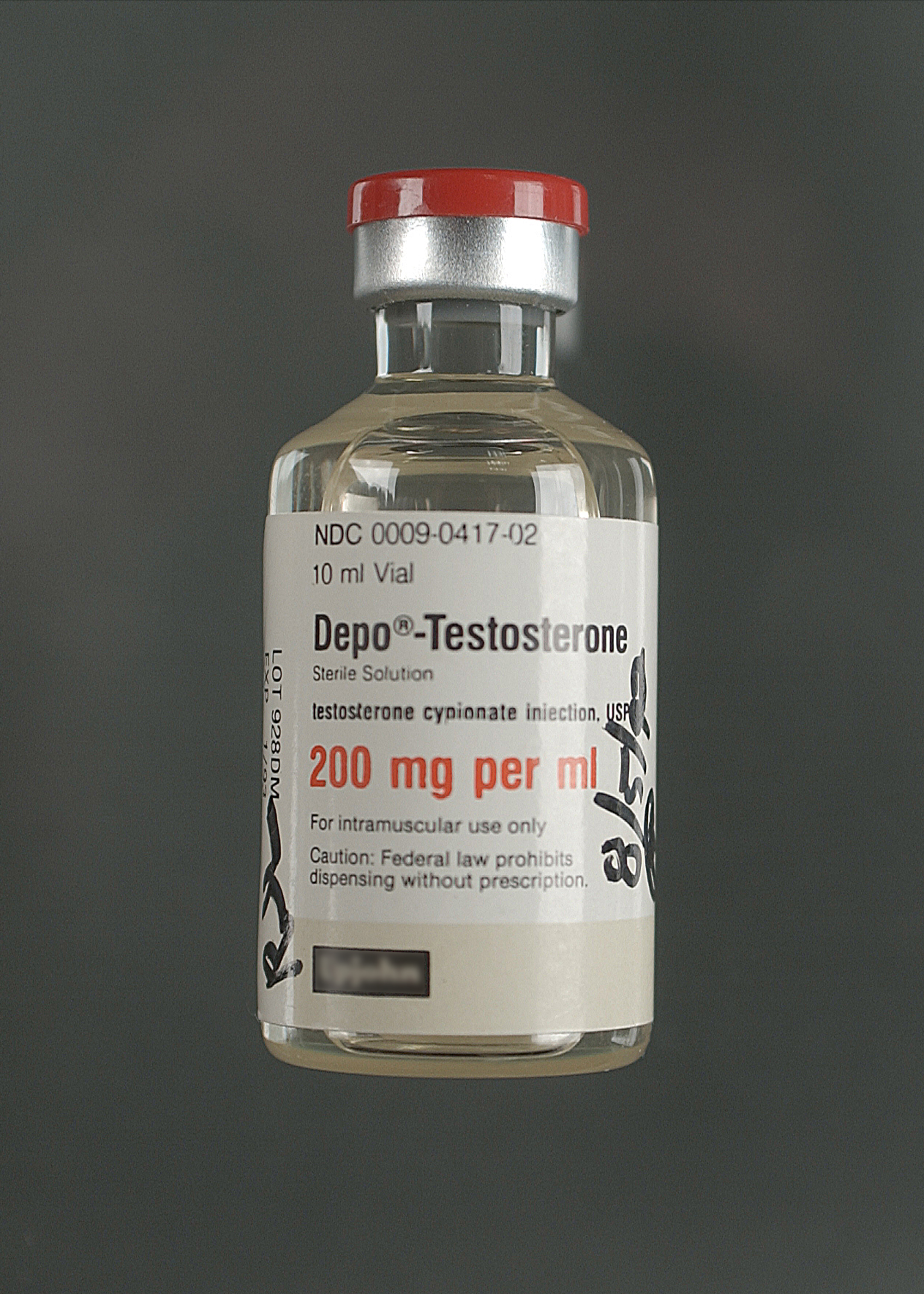
Флакон депо-тестостерону, депо-ін'єкція тестостерону

Депо-ін'єкція, також відома як препарат тривалої дії для ін'єкцій (LAI), — це термін для ін'єкційної форми ліків, яка вивільняється повільно з часом, щоб дозволити менш часте введення ліків. Вони призначені для підвищення прихильності до лікування(Adherence (medicine)) та постійності, особливо у пацієнтів, які зазвичай забувають вжити ліки. Депо-ін'єкції можна створити шляхом модифікації самої молекули препарату, як у випадку проліків, або шляхом модифікації способу його введення, як у випадку масляно-ліпідних суспензій. Ін'єкції депо можуть мати тривалість дії один місяць або більше і доступні для багатьох типів ліків, включаючи антипсихотики та гормони.
Більшість ін'єкційних ліків з таким ефектом містять у назві слово ДЕПО.

## Призначення
Депо-ін'єкції забезпечують більш тривалу дію препарату завдяки повільному всмоктуванню в кров. Зазвичай їх вводять у м'яз, шкіру або під шкіру. Введений препарат повільно вивільняє ліки в кров. Його можна використовувати пацієнтам, які забули вжити ліки; деякі лікарі та пацієнти вважають використання депо-ін'єкцій примусом і тому виступають проти їх застосування.

## Механізм
Ліки можуть бути модифіковані так, щоб вони повільно активувалися організмом або повільно засвоювалися організмом. Багато з них розчиняються в органічній олії, оскільки сполука є ліпофільною завдяки додаванню функціональних груп для забезпечення повільної дії. Прикладом цього є додавання функціональної групи, такої як деканоат. Комбінація масляної основи та модифікації для зменшення метаболічної активації запобігає повному вивільненню ліків. Це може призвести до тривалості активності 2–4 тижні або більше.
Зміна фармакокінетики препарату (всмоктування та активація) не змінює профілю побічної дії препарату; таким чином, атиповим антипсихотикам все ще віддається перевага над типовими нейролептиками.

## Відкриття
Першими ін'єкціями тривалої дії (депо) були антипсихотики флуфеназин і галоперидол. Концепція депо-ін'єкції виникла до 1950 року і спочатку використовувалася для опису ін'єкцій антибіотиків, дія яких тривала довше, щоб дозволити менш часте введення.

## Фармакокінетика

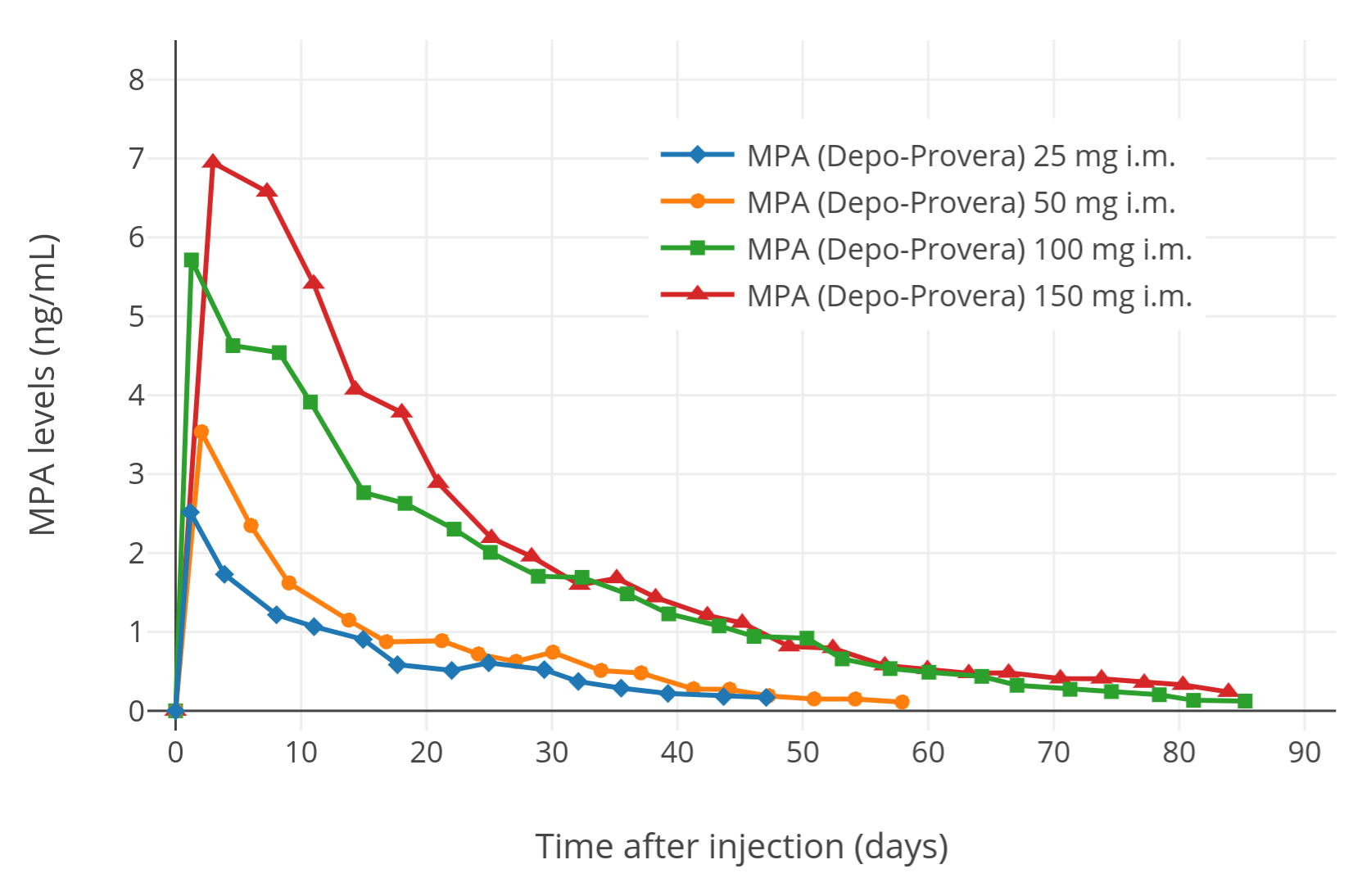
Фармакокінетичний профіль медроксипрогестерону ацетату, депо ін'єкції

Зазвичай депо-ін'єкції розраховані на тривалість дії 2–4 тижні, проте, фармакокінетика конкретного препарату різна. На абсорбцію та метаболізм можна вплинути шляхом модифікації самого препарату (наприклад, шляхом приєднання функціональної групи) або формулювання продукту (прикладами є олія або препарати мікросфер). Повторне введення депо-ін'єкцій може призвести до періоду напіввиведення понад один місяць (як у деяких препаратів флуфеназину), але це може бути різним у різних пацієнтів.
Гормональні депо-ін'єкції естрадіолу можуть діяти від одного тижня до більш як одного місяця. Медроксипрогестерону ацетат доступний у вигляді депо-ін'єкцій, який вводиться раз на три місяці для забезпечення безперервної гормональної контрацепції та вивільняється впродовж дев'яти місяців після ін'єкції.

## Доступність
Багато ліків доступні у вигляді депо-ін'єкцій, включно з типовими і атиповими антипсихотичними препаратами, а також деякі гормональні препарати та ліки проти розладів, пов'язаних із вживанням опіоїдів. Депо-ін'єкції антипсихотичних засобів використовуються для покращення історично низької прихильності у пацієнтів із такими захворюваннями, як шизофренія. Різні продукти можуть вводитися або імплантуватися лікарем або медсестрою, а деякі призначені для введення самим пацієнтом. Самостійні депо-ін'єкції використовуються для розширення доступу до медичної допомоги та зменшення потреби відвідувати лікаря так часто, особливо в країнах з низьким і середнім рівнем доходу.
Інсулін також можна вважати депо-ін'єкцією залежно від складу. Інсулін гларгін, наприклад, створений для випадання в осад після ін'єкції, тому він може повільно засвоюватися організмом упродовж більш тривалого періоду, ніж звичайний інсулін. Депо-ін'єкції інсуліну досліджувалися для кращого відтворення природної базальної швидкості вироблення інсуліну в організмі, яку можна активувати світлом для контролю вивільнення інсуліну з введеного депо.